# Zdravotnická záchranná služba Plzeňského kraje
Zdravotnická záchranná služba Plzeňského kraje, příspěvková organizace (ZZS PK) je příspěvková organizace a provozovatel zdravotnické záchranné služby v Plzeňském kraji. Hlavní náplní činnosti organizace je zajišťování a poskytování odborné přednemocniční neodkladné péče (PNP) na území Plzeňského kraje podle zákona č. 374/2011 Sb., o zdravotnické záchranné službě. Mimo plzeňské záchranné služby zajišťuje odbornou přednemocniční neodkladnou péči v Plzeňském kraji také soukromá záchranná služba DZS Přeštice a také DAZS s.r.o., která vyjíždí z ulice Wenzigova v Plzni. Přednemocniční neodkladná péče je zajišťována na území o rozloze 7 561 km² pro téměř 600 000 obyvatel. V oblasti Plzeňského kraje je k dispozici 37 výjezdových skupin a jedna skupina letecké záchranné služby rozmístěných na 24 výjezdových základnách.

## Historie
Jako jedna z prvních záchranných služeb v tehdejším Západočeském kraji vznikla v roce 1963 záchranná služba v Rokycanech. Po Praze a Brně byl okres Rokycany prvním okresem, kde záchranná služba začala fungovat. Záchranná služba v Plzni zahájila činnost v roce 1974.
Prvním provozovatelem byla Fakultní nemocnice v Plzni. V průběhu 70. a 80. let začaly pod patronáty nemocnic vznikat další záchranné služby, v roce 1976 vznikla záchranná služba v Klatovech, následovaná roku 1977 záchrannou službou v Karlových Varech.
V roce 1988 vznikla záchranná služba v Domažlicích.
1. dubna 1994 vznikly nové výjezdové základny ve Stodě a v Blovicích a současně tak zahájila činnost záchranná služba okresu Plzeň-jih. V roce 1995 se přestěhovala výjezdová základna z Blovic do Vlčic. V roce 2001 vznikla v Plzeňském kraji nová výjezdová základna v Radnicích na Rokycansku a o rok později zahájily činnost základny ve Stříbře a v Bělé nad Radbuzou. V roce 1995 byla dočasně přestěhována výjezdová základna z Kralovic do Plas.
Ke dni 1. ledna 1993 bylo ustanoveno Územní středisko záchranné služby v Plzni (ÚSZS). Záchranná služba se tak stala samostatnou organizací zřízenou Ministerstvem zdravotnictví České republiky. Se vznikem územního střediska vzniklo také nové zdravotnické operační středisko (ZOS), jehož součástí byl také dispečink vozidel dopravy raněných, nemocných a rodiček (DRNR). V následujících letech docházelo postupně k osamostatňování dalších záchranných služeb. Organizace již nebyly provozovány nemocnicemi, ale fungovaly jako okresní záchranné služby. V souhrnu měl Západočeský kraj deset organizací - záchranná služba v Plzni měla status územního střediska a ostatní záchranné služby byly zřizovány okresy. Další změna nastala 1. ledna 2003, kdy Západočeský kraj zanikl jako územně správní jednotka a vznikly nové samosprávné kraje – Plzeňský a Karlovarský kraj. K tomuto datu vznikly nové krajem zřizované záchranné služby Zdravotnická záchranná služba Plzeňského kraje a Záchranná a dopravní zdravotní služba Karlovy Vary (později Územní zdravotnická záchranná služba Karlovarského kraje). Současně se zánikem okresních úřadů začala transformace okresních záchranných služeb pod územní střediska. Během roku 2003 došlo k integraci záchranných služeb okresů Tachov, Rokycany, Plzeň-jih a Plzeň-sever. 1. července 2005 se jako poslední připojila střediska záchranných služeb okresů Klatovy a Domažlice.

## Organizační struktura

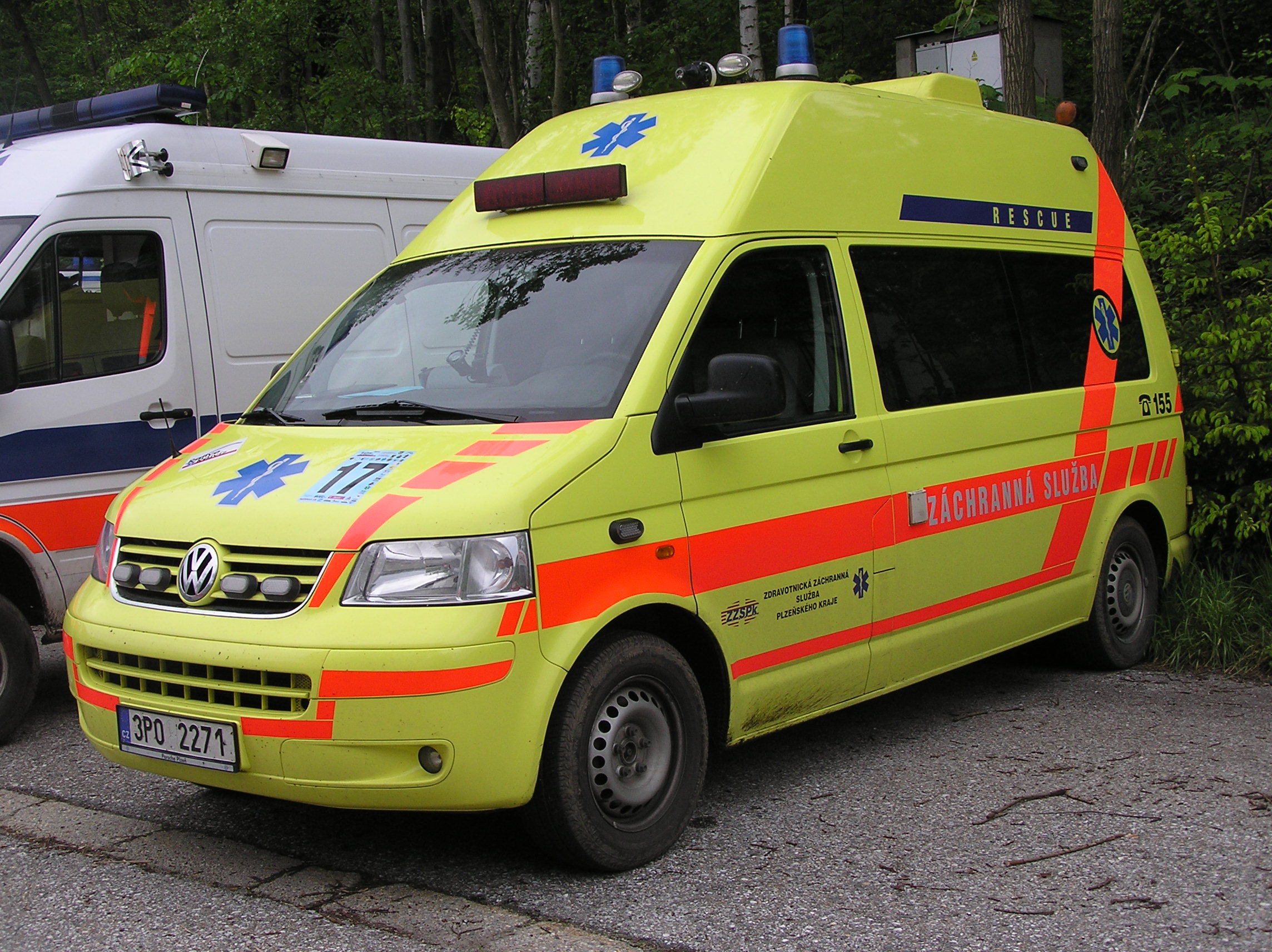
Volkswagen Transporter T5 určen pro výjezdy v režimech rychlá lékařská pomoc a rychlá zdravotnická pomoc

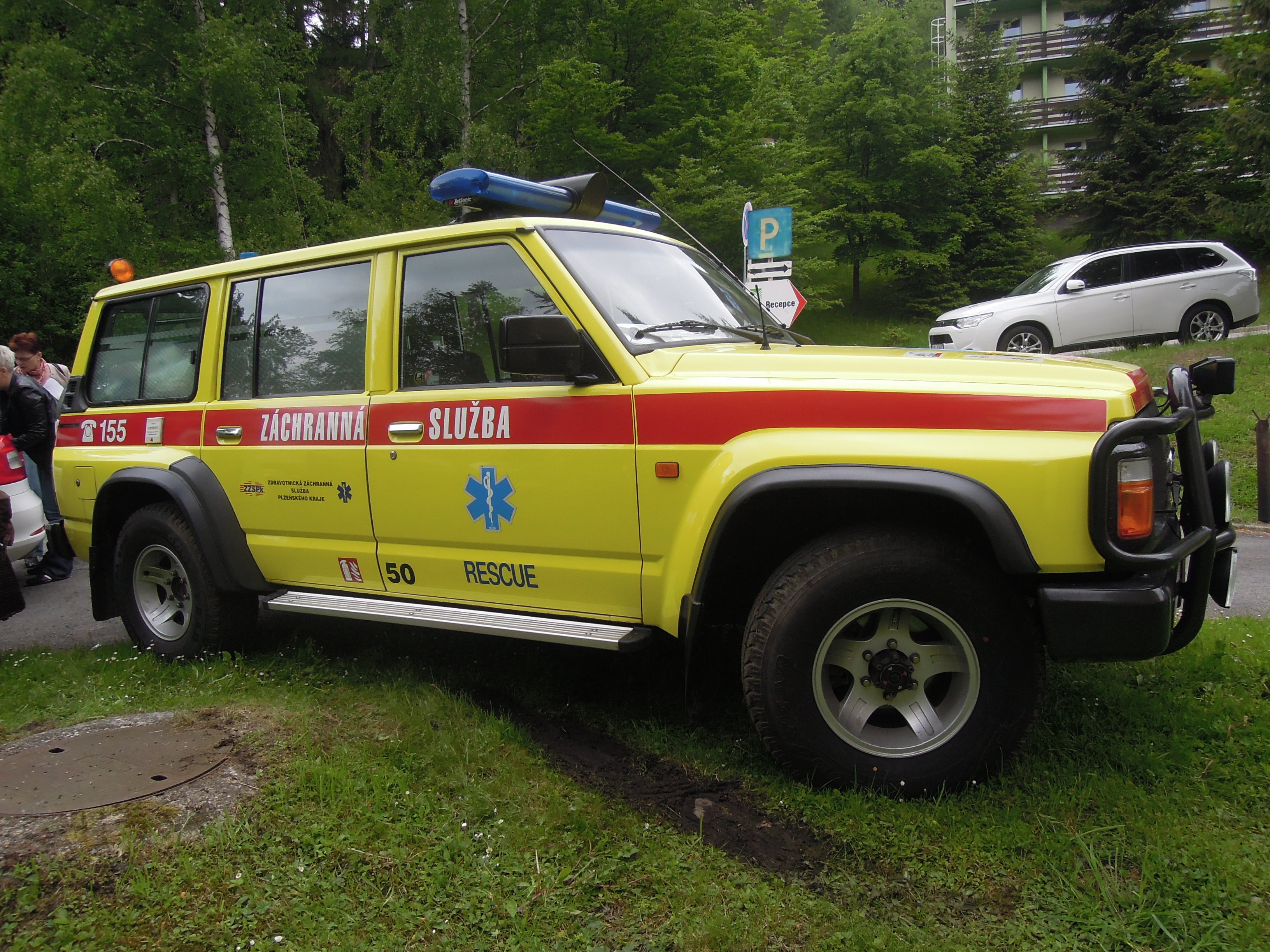
Nissan Patrol pro výjezdy v režimu rychlá lékařská pomoc v systému Rendez-Vous

Plzeňský kraj je pro potřeby záchranné služby rozčleněn do sedmi oblastí, které čítají dohromady 23 výjezdových základen. Hranice oblastí respektují víceméně hranice okresů. Jednotlivé výjezdové skupiny jsou řízeny krajským zdravotnickým operačním střediskem.

## Zdravotnické operační středisko
Se vznikem Zdravotnické záchranné služby Plzeňského kraje zahájilo provoz také zdravotnické operační středisko (ZOS) v Plzni, které řídí posádky záchranné služby v celém kraji. Jednotné středisko s celokrajskou působností bylo spuštěno až 1. července 2011. Do té doby existovala samostatná operační střediska na území okresů Klatovy a Domažlice, která přijímala tísňová volání z pevných linek. K integraci domažlického dispečinku ke krajskému zdravotnickému operačnímu středisku došlo v roce 2009. Jednotné středisko dokáže tísňovou výzvu zpracovat výrazně rychleji a jeden výjezd může urychlit až o dvě minuty. Samotná střediska RZP existují také v Přešticích, které má k dispozici DZS Přeštice a ve Wenzigově ulici v Plzni, které má DAZS s.r.o. Středisko není napojeno na linku tísňového volání 155. V případě potřeby výjezdu přijímá výzvy od zdravotnického operačního z Plzně. Zdravotnické operační středisko koordinuje dále práci letecké záchranné služby, která pod Zdravotnickou záchrannou službu Plzeňského kraje organizačně nespadá.[zdroj?]
V roce 2014 došlo k přestěhování krajského zdravotnického operačního střediska ze starého areálu do nové budovy v Klatovské ulici, který byl otevřen v roce 2013. Sídlí zde spolu s ředitelstvím a výjezdovými posádkami.[zdroj?]

## Výjezdové skupiny
Na území celého kraje je k dispozici v nepřetržitém 24hodinovém provozu celkem 36 výjezdových skupin, jejichž počet se mění s pracovní a noční dobou. V mimopracovní dobu a v nočních hodinách je počet skupin snížen. Výjezdové skupiny pracují v režimech rychlá zdravotnická pomoc (RZP) ve složení řidič-záchranář a zdravotnický záchranář, rychlá lékařská pomoc (RLP) ve složení řidič-záchranář, lékař a zdravotnický záchranář a rychlá lékařská pomoc v systému Rendez-Vous s lékařem v osobním automobile. Zdravotnická záchranná služba Plzeňského kraje zajišťuje 36 výjezdových skupin, jednu výjezdovou skupinu zajišťuje nestátní záchranná služba DZS Přeštice.
V každé oblasti Plzeňského kraje jsou umístěny přístroje pro mechanizovanou nepřímou srdeční masáž Lucas 2, které se využívají u osob s náhlou srdeční zástavou. Pro oblast Domažlicka jsou pro noční hodiny vyčleněna zvláštní terénní zásahová vozidla.

## Výjezdové základny

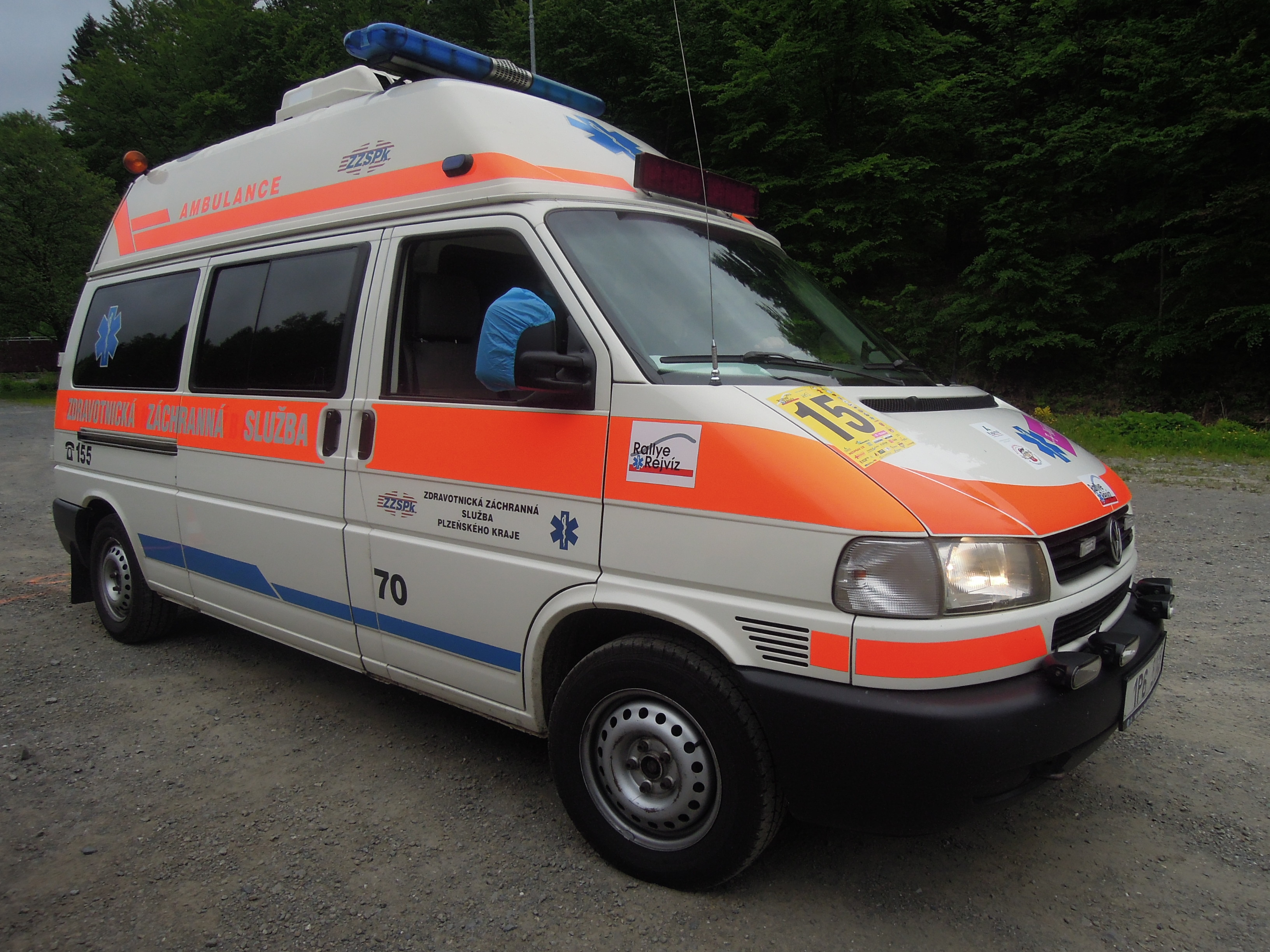
Volkswagen Transporter T4 pro výjezdy v režimech rychlá lékražská pomoc a rychlá zdravotnická pomoc

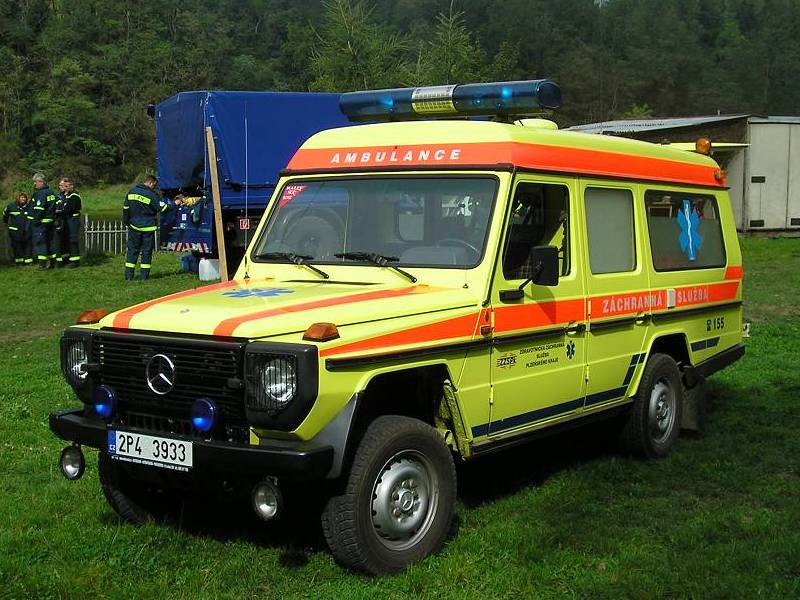
Mercedes-Benz 280 Zdravotnické záchranné služby Plzeňského kraje

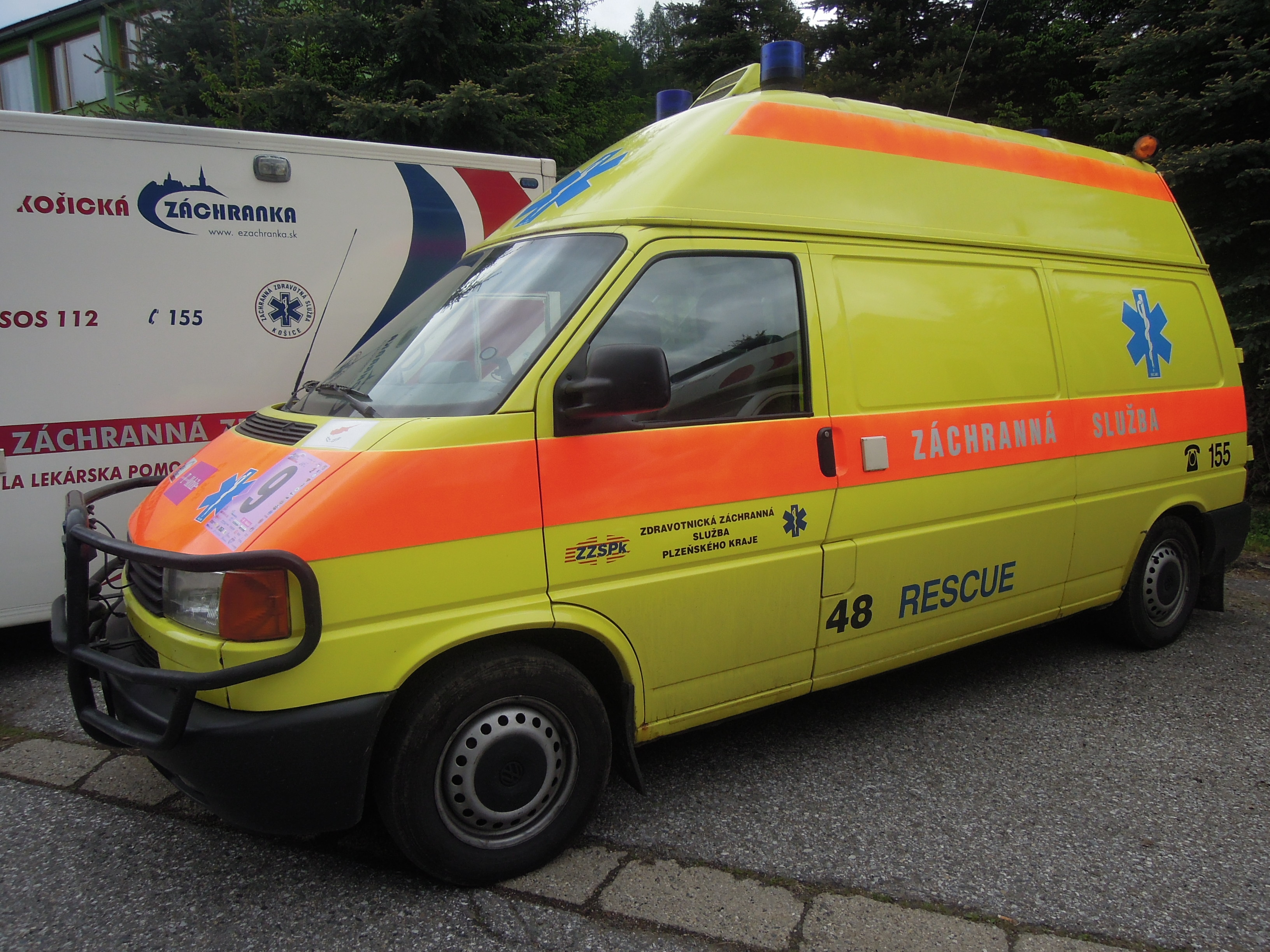
Volkswagen Transporter T4 ve žlutém provedení

V Plzeňském kraji je zřízeno celkem 24 výjezdových základen, jejichž organizace je taková, aby byla přednemocniční neodkladná péče zajištěna do 20 minut od přijetí tísňové výzvy. 21 výjezdových základen provozuje Zdravotnická záchranná služba Plzeňského kraje. Výjezdovou základnu v Přešticích provozuje nestátní záchranná služba DZS Přeštice. Středisko letecké záchranné služby v Líních u Plzně provozuje Armáda České republiky. Výjezdová základna v Železné Rudě funguje pouze v zimních měsících během lyžařské sezóny.
V roce 2005 byla otevřena nová výjezdová základna v Nepomuku. O dva roky později, v roce 2007, byla do provozu uvedena výjezdová základna v Manětíně na území okresu Plzeň-sever. Mezi nejnovější výjezdové základny v Plzeňském kraji patří základna v Konstantinových Lázních, které funguje od 21. dubna 2011. V Konstantinových Lázních slouží trvale jedna výjezdová skupina rychlé zdravotnické pomoci a základna tak zapadá do koncepce systému Rendez-Vous, kdy dojíždí v případě potřeby lékař ze Stříbra. V září 2013 bylo otevřeno nové sídlo Zdravotnické záchranné služby Plzeňského kraje v Plzni. Původní budova základny byla v nevyhovujícím stavu a patřila k nejhorším v Plzeňském kraji. Celkové náklady dosáhly částky 106 milionů korun.
V roce 2014 bylo oznámeno, že přednemocniční neodkladná péče bude v budoucnu zajišťována z Železné Rudy nepřetržitě. K tomu má napomoci také vybudování nové výjezdové základny. V lednu 2015 byla do provozu uvedena nová výjezdová základna v Modravě, která je trvale obsazena výjezdovou skupinou rychlé zdravotnické pomoci. Posádka z Modravy bude v případě potřeby zajišťovat přednemocniční neodkladnou péči také v okrajových částech Jihočeského kraje ve spolupráci se Zdravotnickou záchrannou službou Jihočeského kraje.

### Budova sídla v Plzni
Zdravotnická záchranná služba Plzeňského kraje, výjezdová základna Plzeň-město, sídlila od roku 1993 v pronajatých prostorách od Fakultní nemocnice v Plzni. Tyto prostory se však průběhem času staly nevyhovující jak po kapacitní, tak po hygienické stránce. Proto začaly v roce 2010 projektové práce na výstavbu nové, moderní budovy.[zdroj?]
Výstavba stála 105 milionů korun českých a byla hrazena z rozpočtu Plzeňského kraje. Stavba probíhala pod vedením Metrostavu od září 2012 do června 2013 a slavnostní otevření proběhlo koncem září.[zdroj?]
V první fázi se do nové budovy přestěhovaly výjezdové skupiny a ředitelství, které sídlí v prvním patře budovy. Vzhledem k modernizaci krajského zdravotnického operačního střediska, toto setrvalo až do prosince 2014 na svém původním působišti.[zdroj?]
Budova sestává ze dvou pater. V přízemí se nachází garáže, myčka, dílna a sklady. V prvním patře se nachází ředitelství a zázemí pro výjezdové skupiny, čítající samostatné pokoje, sociální zařízení, kuchyňku, společenskou místnost a šatny. V patře druhém sídlí nově, již zmíněné, krajské zdravotnické operační středisko.[zdroj?]

### Přehled výjezdových základen
Na Domažlicku zajišťuje Zdravotnická záchranná služba Plzeňského kraje dopravu nemocných, raněných a rodiček (DRNR).
| Okres       | Výjezdová základna     | Poznámka     |
| Plzeň-město | Plzeň, ul. Klatovská   |              |
| Plzeň-město | Plzeň, ul. Lidická     |              |
| Plzeň-město | Plzeň, ul. U Seřadiště |              |
| Plzeň-město | Plzeň, ul. Wenzigova   | DAZS s.r.o.  |
| Plzeň-město | Hřbitovní              |              |
| Plzeň-sever | Líně                   | pouze LZS    |
| Plzeň-sever | Manětín                |              |
| Plzeň-sever | Kralovice              |              |
| Plzeň-jih   | Stod                   |              |
| Plzeň-jih   | Nepomuk                |              |
| Plzeň-jih   | Vlčice                 |              |
| Plzeň-jih   | Přeštice               | DZS Přeštice |
| Rokycany    | Rokycany               |              |
| Rokycany    | Radnice                |              |
| Tachov      | Tachov                 |              |
| Tachov      | Planá                  |              |
| Tachov      | Stříbro                |              |
| Tachov      | Konstantinovy Lázně    |              |
| Domažlice   | Domažlice              | DRNR         |
| Domažlice   | Bělá nad Radbuzou      |              |
| Klatovy     | Klatovy                |              |
| Klatovy     | Nýrsko                 |              |
| Klatovy     | Železná Ruda           |              |
| Klatovy     | Horažďovice            |              |
| Klatovy     | Sušice                 |              |
| Klatovy     | Modrava                |              |

## Letecká záchranná služba

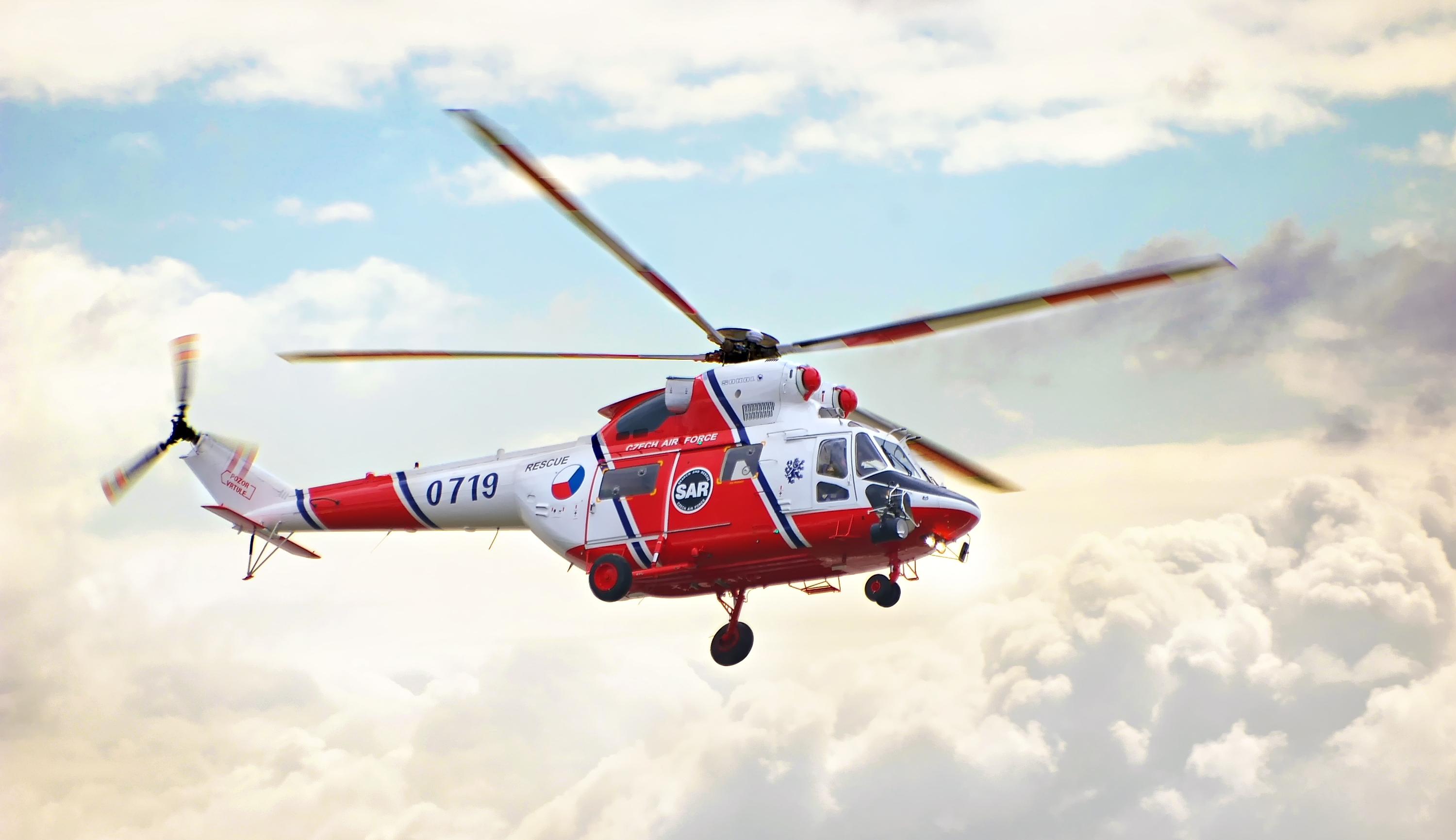
Vrtulník W-3A Sokół jako Kryštof 07

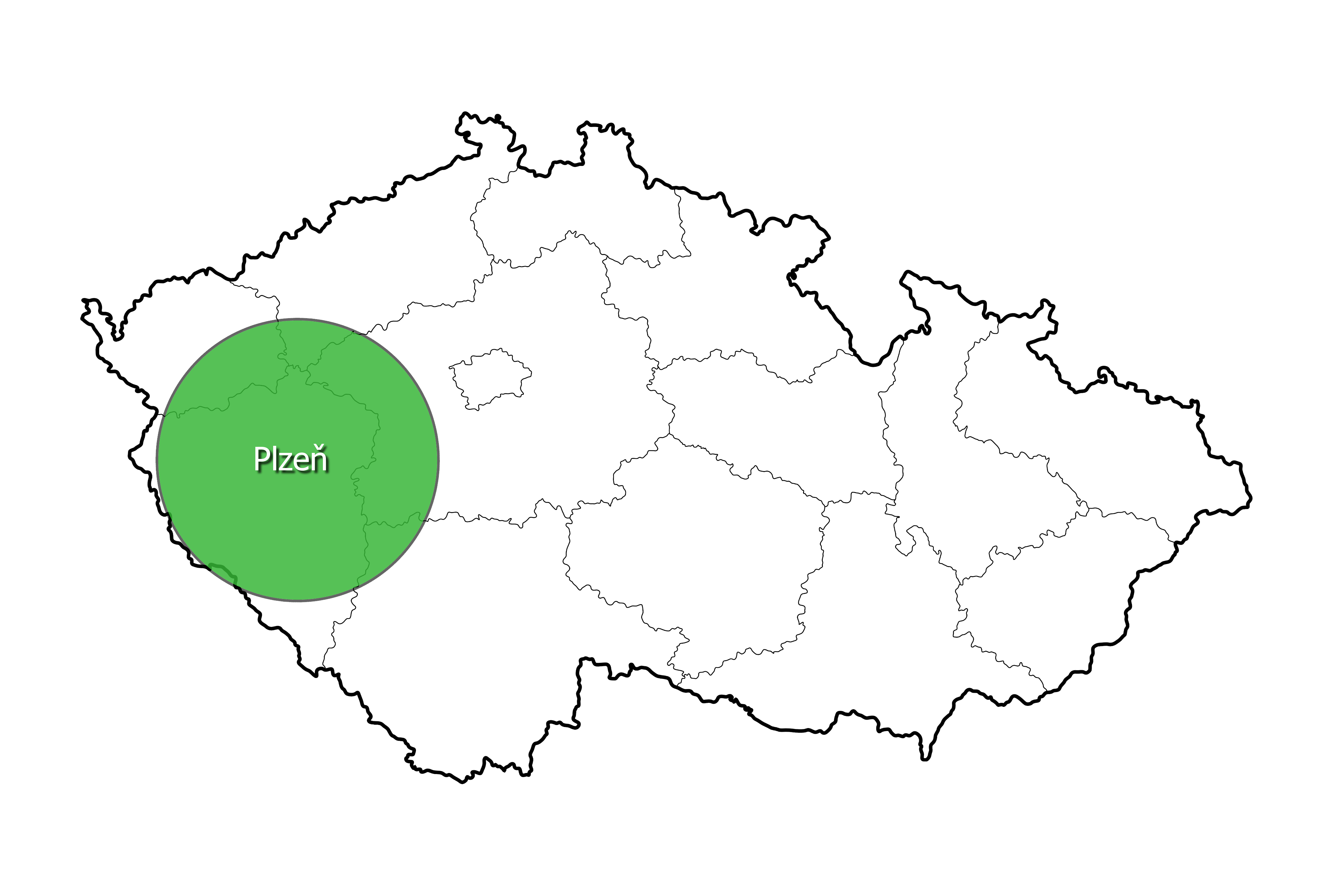
Poloha stanice a akční rádius vrtulníku Kryštof 07

Provoz letecké záchranné služby v Západočeském kraji byl zahájen 17. července 1990. Provozní stanice byla umístěna do 1. května 1991 na letišti v Plané u Mariánských Lázní. V současné době[kdy?] je provozní stanice umístěna na letišti v Líních u Plzně. Letecká záchranná služba v Plzeňském kraji nespadá organizačně pod Zdravotnickou záchrannou službu Plzeňského kraje, provozovatelem je Armáda České republiky. Volacím znakem vrtulníku je Kryštof 07. V současné době je pro potřeby letecké záchranné služby nasazen vrtulník střední váhové kategorie W-3A Sokół. Osádka vrtulníku je atypicky pětičlenná ve složení pilot, kopilot, palubní technik, lékař a zdravotnický záchranář. Všichni členové osádky jsou zaměstnanci Armády ČR a stanice je tak jediná na území České republiky, kde zdravotnickou část nezajišťuje příslušná krajská územní záchranná služba. Tísňové výzvy jsou přijímány a koordinovány krajským zdravotnickým operačním střediskem Zdravotnické záchranné služby Plzeňského kraje. Vrtulník z Plzeňského kraje zajišťuje během dne leteckou záchrannou službu pro Plzeňský a Karlovarský kraj, v nočních hodinách pak pro území celé republiky.

## Vozový park
Nejčastěji používaným vozidlem je Volkswagen Transporter T5 nebo VW Crafter, 4 Motion a Mercedes Benz Genios Sprinter 4x4. Tato vozidla jsou určena pro výjezdy v režimu rychlá zdravotnická pomoc. Zdravotnická záchranná služba Plzeňského kraje průběžně obměňuje svůj vozový park a to ze starší Škoda Yeti na nové vozidla Škoda Kodiaq 4x4, Škoda Superb a Škoda Octavia Scout 4x4, která jsou určená pro výjezdy v režimu RV. Kromě vozidel obdržela rovněž speciální kontejner pro hromadná neštěstí. a také disponuje speciálem pro hromadná neštěstí, v podobě GAZ GAZTERRA ECO s nástavbou KOV VELIM, nebo Volkswagen Transporter - vozidlo pro přepravu 9 osob. 